# Friedrich Hultsch
Friedrich Otto Hultsch (* 22. Juli 1833 in Dresden; † 6. April 1906 ebenda) war ein deutscher Klassischer Philologe und Mathematikhistoriker.

## Leben
Nach dem Besuch der Dresdner Kreuzschule studierte Friedrich Hultsch von 1851 bis 1855 in Leipzig Klassische Philologie. Einem Probejahr an der Kreuzschule folgte 1857 die Anstellung als 2. Adjunkt an der Nikolaischule in Leipzig. Im Jahr darauf wurde er Lehrer am Zwickauer Gymnasium und 1861 trat er erneut in den Dienst der Kreuzschule, die er von 1868 bis zu seiner Pensionierung 1889 als Rektor leitete. Von 1879 bis 1882 leitete er außerdem das neu gegründete Wettiner Gymnasium.
Hultsch hat sich vorzugsweise um die Historische Metrologie und die Textkritik der antiken Mathematiker verdient gemacht. Seine Hauptwerke sind: Griechische und römische Metrologie (Berlin 1862; die zweite Auflage, erschienen 1882 in Berlin, ist wesentlich erweitert) und die Ausgabe der Scriptores metrologici graeci et romani (Leipzig 1864–1866, 2 Bände); ferner die kritischen Bearbeitungen der Geometrie und Stereometrie des Heron (Berlin 1864), der mathematischen Sammlung des Pappos (Berlin 1875–1878, 3 Bände) und der Schriften des Autolykos von Pitane über die sich bewegende Sphäre und den Auf- und Untergang der Fixsterne (Leipzig 1885). Außerdem lieferte er Textausgaben des Werkes De die natali von Censorinus (Leipzig 1867) und des Geschichtswerkes des Polybios (Berlin 1867–1872, 4 Bände).
Er schrieb viele Artikel über griechische Mathematiker in Paulys Realencyclopädie der classischen Altertumswissenschaft (zum Beispiel Archimedes, Euklid).
Hultsch verstarb 1906 in Dresden und wurde auf dem Trinitatisfriedhof beigesetzt. Er war Mitglied der Sächsischen Gesellschaft der Wissenschaften zu Leipzig (1885) und korrespondierendes Mitglied der Gesellschaft der Wissenschaften zu Göttingen.